# Capponi
Capponi is een Italiaans historisch Italiaans motorfietsmerk.
Ze werden geproduceerd door Motocicli Capponi & Co. in Turijn van 1924 tot 1926.
Capponi was een Italiaans merk dat gedurende korte tijd motorfietsen bouwde met eigen 173cc-tweetaktmotor.